# Kandilli (Saimbeyli)
Kandilli ist ein Ortsteil (Mahalle) im Landkreis Saimbeyli der türkischen Provinz Adana mit 518 Einwohnern (Stand: Ende 2024). Im Jahr 2011 zählte der Ort 595 Einwohner.